# Museum Frello
Museum Frello, tidligere Varde Museum er et kunstmuseum lige vest for Sankt Jacobi Kirke i Varde.
Stedet drives af Vardemuseerne.
Museet rummer blandt andet 24 malerier af Otto Frello. Museet bruger disse værker til at iscenesætte skiftende dele af museets kulturhistoriske samlinger. Museet har ikke nogle egentlige permanente udstillinger. De udstillinger, der vises, vil være under løbende forandring.
Bygningen, der siden 2008 har rummet museet, hørte indtil 2004 til den gamle Sct. Jacobi Skole.